# 御殿・御茶屋

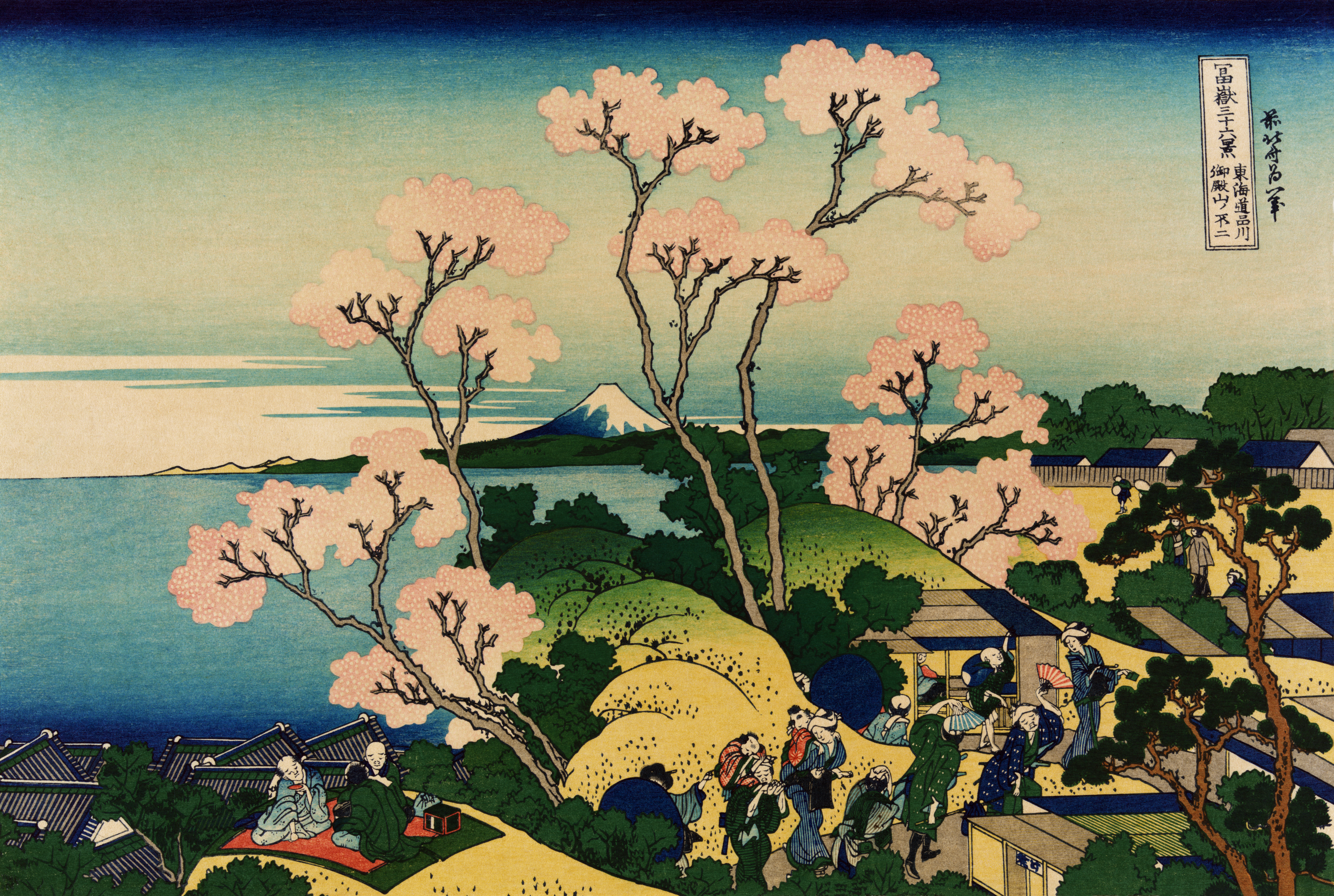
葛飾北斎『冨嶽三十六景』「東海道品川御殿山ノ不二」
東海道に面した御殿山には、17世紀に将軍家の品川御殿が置かれた。

御殿（ごてん）および御茶屋（おちゃや）は、江戸時代に将軍や大御所および世子が江戸近郊へ旅行や外出する際に利用するため、江戸幕府が江戸城外の各地に設置した施設である。宿泊用としたものが「御殿」、小規模なものが「御茶屋」とよばれた。
御殿と御茶屋の区別は、南関東では概ね明瞭であったが、美濃・近江等では御茶屋御殿と称され、曖昧だった。
南関東以外では駿豆以西京都に至る街道沿いと北関東（日光方面）に分布した。また、幕府にならって大名が設置した御殿・御茶屋もあった。

## 概要
目的
御殿・御茶屋を設置・利用する目的は、旅行用とレクリエーション用に大別された。上洛・駿府往復・日光社参などの旅行での利用があり、江戸 - 京都・日光間の各経路沿いに設置された。一方で鷹狩などのレクリエーションでも、御殿・御茶屋に休泊することがあった。
徳川家康の時期には、東は東金御殿（千葉県）、北は忍（埼玉県）と50km圏にまで達し、何日も滞在して実施したことがあった。また、家康は鷹狩を名目に民情視察・土豪の懐柔・必要な入物の非公式引見等政治上の意図があったという。徳川家光の時期では、ほとんどが日帰りの休憩所として利用され、江戸城より15km圏に配置されていた。
記録
御殿・御茶屋の記録は、国絵図で確認できる。御殿・御茶屋の記録は「正保国絵図」で多数確認できるが、「元禄国絵図」では御殿の数が少なくなり、記載がないか「御殿跡」と記されているという。
廃止
御殿・御茶屋が廃止される主要な理由としては、家康死去により駿府往復の幕政の基礎が固まって上洛の必要がなくなったことや、信仰上の理由で綱吉の時期から鷹狩がおこなわれなくなったこと、また幕府の財政が窮乏化し、御殿・御茶屋の維持が困難になったこと等が挙げられる。特に、明暦3年（1657年）の明暦の大火で焼失した江戸城の再建時には、中原御殿・越ヶ谷御殿等が廃され、江戸城に移築された。

## 関東の御殿・御茶屋

### 東海道筋

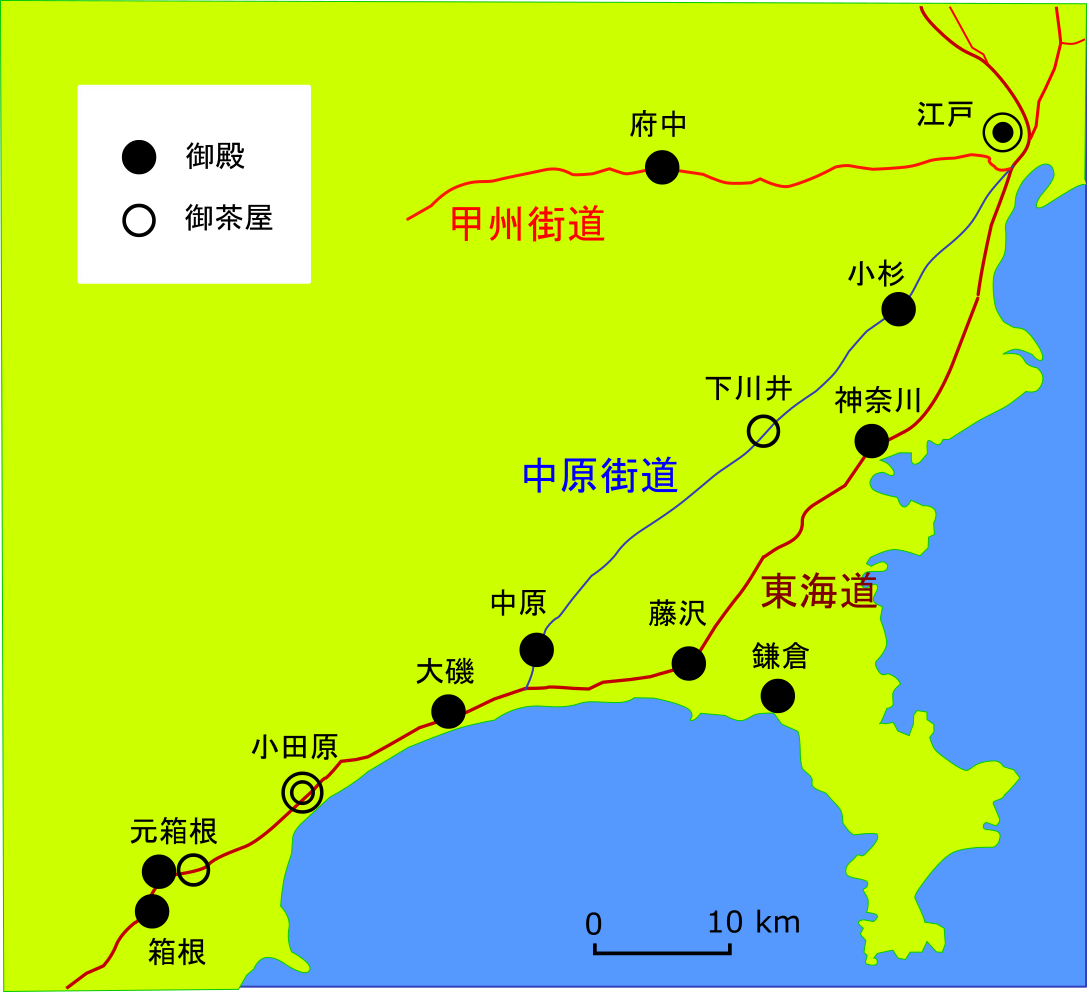
東海道・中原街道筋の御殿・御茶屋

- 浜御殿（豊島郡）

徳川家宣の時期に設置され、明治維新時に廃止。吉宗・家斉などが御遊に利用したという。
- 品川御殿（荏原郡）

徳川家康の入国後に設置され、元禄15年（1702年）に廃止された（その後は御殿山として利用された）。家康・家光が御遊に利用したという。正保国絵図では「御殿」、元禄国絵図には「御殿跡」と記録されている。
- 小田原御殿（相模国小田原）

元和元年（1615年）廃止
- 不入斗御殿（荏原郡不入斗村）

享保11年（1726年）鈴ヶ森八幡境内にあったという。
- 神奈川御殿（神奈川宿）

寛文年間ころあったという。
- 藤沢御殿（相模国藤沢宿）
- 平塚御殿（平塚村舟山）

### 中原街道筋
- 中原御殿（相模国中原村）
- 小杉御殿（稲毛領小杉村）

稲毛御殿、御茶屋御殿とも。

### 中山道筋
- 白山御殿（小石川）

小石川御殿とも、もと館林綱吉別邸、正徳3年（1713年）廃止
- 石戸御茶屋（足立郡石戸宿[4]）
- 浦和御殿（浦和宿）

浦和宿は幕府直轄領（通称：天領）であった。 徳川将軍家の鷹狩の休泊所は雅名で「御殿」と呼ばれたものであるが、当時の浦和宿の中心地であった常盤町（旧・浦和宿上町、現・浦和区常盤1丁目）には早期の御殿である浦和御殿が設けられた。このことが、浦和宿の興りとされている。それ以前は調神社や玉蔵院の門前町として栄えていた。 しかし、近隣の鴻巣宿で文禄2年（1593年）に鴻巣御殿が建設されたのちの慶長16年（1611年）頃には施設は廃止され、以後は幕府直営の御林として管理されるようになった。
- 鴻巣御殿

文禄2年（1593年）には、家康・秀忠・家光の徳川将軍3代が鷹狩に来て長逗留するための鴻巣御殿が建てられた[14]。この御殿は寛永8年（1631年）を最後に利用は途絶え、明暦3年（1657年）に明暦の大火が起きると焼失した江戸城再建のための資材として解体されたとも[14]、元禄年間に老朽化のため取り壊されたとも言われている[15]。その後、御殿跡には同地を治めていた小池氏の子孫により東照宮が建立された[14]。

### 甲州街道筋
- 牛込御殿（牛込）
- 府中御殿（武蔵国甲州街道府中宿）

1590年建、1646年焼失。府中市本町にある「御殿山」と呼ばれる富士山が見える景勝地（新編武蔵風土記稿）の御殿で、発掘されたのは1646年に焼失した（『武蔵名勝図会』）もの。家康・秀忠・家光が鷹狩・鮎漁をした際に休憩や宿泊をしたという御殿跡を発掘し、御殿跡は国の史跡に追加指定された。なお、元和3年（1617年）に家康の神柩を久能山から日光へ遷した際、神柩は3月21日から翌日にかけて府中御殿に逗留し、各種法要が行われた。府中御殿は茶屋としても使用され、水を汲む御殿坂を通り多摩川へ至る道は現在でも「御茶屋街道」と呼ばれている。

### 日光・奥州街道筋
- 王子御殿（王子村）

板橋御殿ともいった。
- 浅草御殿（浅草）

元禄年間ころ浅草観音堂背後にあったという。
- 隅田川御殿（木母寺内）

天和6年ころ廃止。
- 千住御殿（千住勝専寺背後）

延宝8年（1680年）廃止。はじめ家光の時に御茶屋が設けられ、後に家綱の日光社参に際し御殿として再建された。
- 六月御茶屋（足立郡六月村）

寛永年間廃止
- 舎人御茶屋（足立郡舎人村）

寛永年間廃止
- 越ヶ谷御殿（越ヶ谷宿）

越ヶ谷御殿は慶長9年（1604年）に徳川家康によって設けられた。越ヶ谷御殿は現在の越谷市増林にあった御茶屋御殿を現在の越谷市御殿町に移築して「越ヶ谷御殿」と称した。この辺りは元荒川沿いの低湿地地帯で、昔は野鳥が多く、家康や秀忠もしばしばこの御殿に宿泊し、民情視察を兼ねて鷹狩りを重ねていた。しかし、明暦3年1月18日（1657年3月2日）から1月20日（3月4日）の明暦の大火で焼失した江戸城の再建に利用するため、御殿は解体されて江戸城二の丸に移された[11]。 一帯は一部を除き畑地として開発されたが「御殿」の名はその地名として残り、住居表示施行の際に「御殿町」として地名が現在に残っている[12]。
- 新栗橋御茶屋（武蔵国葛飾郡栗橋宿）
- 今市御殿（下野国塩谷郡）

今市宿には、寛永9年（1632年）までに御殿が設けられた。如来寺（浄土）の寺院境内にあり[3]、山門とは別に御殿専用の御成門が設けられていた[4]。今市御殿は、『徳川実紀』によると秀忠期の元和8年（1622年）、寛永5年（1628年）、家光期の寛永年間から慶安元年（1648年）、家綱期の慶安2年（1649年）で、日光社参の休泊地として利用された[5]。 今市御殿は、寛永9年（1632年）までに如来寺境内に設けられた。この年は家康の17回忌で、それまでに日光社参は数回行われていたが、まだ専用の休泊施設はなかったため、寺の建造物で休泊した。今市御殿は寛永9年 - 寛文5年（1665年）の間に利用された。御殿の維持・修繕は幕府が行い、寛永11年（1634年）、13年、17年、慶安元年（1648年）、2年、と5回修復されている。寛文5年（1665年）に御殿は如来寺に下賜され、寛保2年（1742年）に焼失したが、御殿の再建はされなかった。寛保2年以降、日光社参が2回行われているが、如来寺で休憩したという[6]。

### 日光御成道筋
- 川口御茶屋（足立郡川口宿）

寛永年間廃止

### 水戸街道・佐倉街道・東金御成街道筋
- 小菅御殿（小菅村）

寛保元年（1741年）に焼失
- 青戸御殿（青戸村）
- 新宿御殿（葛西新宿村）
- 船橋御殿（下総国船橋宿）

現船橋東照宮跡周辺にあったという。
- 千葉御殿（下総国千葉町）

　   現在千葉地方裁判所。
- 千葉御茶屋御殿（下総国宇津志野）

　   設置、廃止、共に詳細不明。
- 土気御殿（上総国土気宿）

寛永元年廃止
- 東金御殿（上総国東金）

1613年に設置、寛永元年（1624年）廃止。現在千葉県立東金高等学校。

## その他

### 愛知県小牧市
- 小牧御殿（上街道小牧宿）

尾張徳川家の御殿（別荘）の1つ。

### 滋賀県
滋賀県には小堀遠州が建てたお茶屋が4つあった。
- 水口御殿（甲賀市水口町）
- 永原御殿（野洲市永原）
- 伊庭御殿（東近江市能登川町）
- 柏原御殿（米原市柏原）